# Кольбуды (село)
Кольбуды (пол. Kolbudy) — крупное село, расположенное в гмине Кольбуды Гданьского повята Поморского воеводства.
В Кольбуде находится резиденция гмины. Население составляет 3606 человек (2011 год).

## История
Первые упоминания о Кольбуде относятся к 1395 году, когда Великий Магистр Тевтонского Ордена Конрад фон Юнгинген пожаловал к картезианскому монастырю в деревню Бельково из деревни Кольбуды, где была вода и мельница.
Кольбуды-Горне отделяли от Кольбуды-Дольне мост через реку Радуня. Кольбуды-Горне располагались на западном берегу реки, а Кольбуды-Дольне — на восточном берегу. В Кольбуды-Горне была католическая и евангелическая школа. Деревня принадлежала католическому приходу в Прегово и евангелическому приходу в Люблево. В селе было много промышленных объектов: 4 цеха по обработке чугуна и стали, 2 мельницы, 1 кирпичный завод и 1 печь для обжига извести.
До 20 декабря 1998 г. был административно разделен на две части: Кольбуды-Дольне и Кольбуды-Горне.
В 1945—1998 годах город принадлежал Гданьскому воеводству.